# 江上村 (福岡県)
江上村（えがみむら）は、福岡県三潴郡にあった村。現在の久留米市の一部。

## 地理
筑後川下流の左岸に位置していた。

## 歴史
- 1889年（明治22年）4月1日 - 町村制の施行により、三潴郡江上本村、江上上村、原中牟田村、江上村が合併して村制施行し、江上村が発足[2][3]。
- 1914年（大正3年）- 江上耕地整理組合設立[2]
- 1919年（大正8年）- 有限責任江上信用購買組合設立[2]
- 1920年（大正9年）- 江上実業補習学校、江上駐在所開設[2]
- 1948年（昭和23年）- 江上村農業協同組合設立[2]
- 1955年（昭和30年）2月1日 - 三潴郡青木村、城島町と合併して城島町が存続して廃止された[2][3]。